# Мобёж-Сюд

Кантон Мобёж-Сюд в составе округа Авен-сюр-Эльп

Мобё́ж-Сюд (фр. Maubeuge-Sud) — упраздненный кантон во Франции, находился в регионе Нор — Па-де-Кале, департамент Нор. Входил в состав округа Авен-сюр-Эльп. Упразднен в результате реформы 2015 года.
В состав кантона входили коммуны (население по данным Национального института статистики за 2011 г.):
- Буссуа (3 237 чел.)
- Ваттини-ла-Виктуар (254 чел.)
- Дамузи (235 чел.)
- Коллере (1 677 чел.)
- Кьевелон (153 чел.)
- Лувруаль (6 700 чел.)
- Мобёж (9 976 чел.) (частично)
- Обреши (261 чел.)
- Рекини (2 364 чел.)
- Рузи (4 289 чел.)
- Серфонтен (588 чел.)
- Феррьер-ла-Гранд (5 415 чел.)
- Феррьер-ла-Петит (1 035 чел.)

## Экономика
Структура занятости населения (без учета города Мобёж):
- сельское хозяйство — 1,6 %
- промышленность — 23,4 %
- строительство — 5,3 %
- торговля, транспорт и сфера услуг — 42,1 %
- государственные и муниципальные службы — 27,6 %

Уровень безработицы (2010) - 19,4 % (Франция в целом - 12,1 %, департамент Нор - 15,5 %). 

Среднегодовой доход на 1 человека, евро (2010) - 18 032 (Франция в целом - 23 780, департамент Нор - 21 164).

## Политика
На президентских выборах 2012 г. жители кантона отдали в 1-м туре Франсуа Олланду 28,1 % голосов против 27,1 % у Марин Ле Пен и 21,5 % у Николя Саркози, во 2-м туре в кантоне победил Олланд, получивший 53,6 % голосов (2007 г. 1 тур: Саркози - 28,1 %, Сеголен Руаяль - 24,5 %; 2 тур: Саркози - 53,2 %). На выборах в Национальное собрание в 2012 г. по 3-му избирательному округу департамента Нор они поддержали мэра Мобёжа, кандидата Социалистической партии Реми Повро, набравшего 31,1 % голосов в 1-м туре и 54,7 % голосов - во 2-м туре. (2007 г. 23-й округ. 1-й тур: Кристин Марен (СНД) - 36,5 %, 2-й тур: Реми Повро (СП) - 51,7 %). Региональные выборы 2010 года принесли подавляющее преимущество левым: в 1-м туре социалисты получили 27,7 % голосов против 16,6 % у «правых» во главе с СНД, а во 2-м туре единый «левый список» с участием коммунистов и «зеленых» получил 50,9 %; второе место занял Национальный фронт с 27,7 %, а список «правых» оказался только третьим, набрав 21,4 %.
|  | Кандидат             | Партия                  | % голосов |
|  | -------------------- | ----------------------- | --------- |
|  | Филипп Дронсар       | Социалистическая партия | 60,57     |
|  | Луи-Арман де Бежарри | Национальный фронт      | 39,43     |

|  | Кандидат       | Партия                  | % голосов |
|  | -------------- | ----------------------- | --------- |
|  | Филипп Дронсар | Социалистическая партия | 61,97     |
|  | Клод Дерен     | Национальный фронт      | 38,03     |